# 安娜·波格里拉婭
安娜·阿列克謝耶芙娜·波格里拉婭（俄語：Анна Алексеевна Погорилая，1998年4月10日—）是俄罗斯女子花样滑冰运动员。出生於俄罗斯莫斯科。她是2015年跟2016年歐洲花式滑冰錦標賽、2016年俄羅斯花樣滑冰錦標賽和2013年世界青年花式滑冰錦標賽的銅牌得主。

## 外部連結
- 维基共享资源上的相關多媒體資源：安娜·波格里拉婭
- Anna Pogorilaya在国际滑冰联盟的页面
- 安娜·波格里拉婭的Instagram帳戶